# Rudolph Carl Blitz
Rudolph Carl Blitz (geboren 23. Januar 1919 in Wien; gestorben 18. März 2002) war ein US-amerikanischer Ökonom.

## Leben
Rudolph Carl Blitz war ein Sohn des Juristen Otto Blitz (1877–1933) und der Stephanie Reshossky (1889–). Er besuchte das Schottengymnasium in Wien und begann den Einjährigen Dienst in der Österreichischen Armee. Nach dem Anschluss Österreichs im März 1938 wurde er als Jude entlassen. Blitz emigrierte im September 1938 in die USA. Seiner Mutter und seiner jüngeren Schwester Marie Korach gelang 1939 die Flucht nach England.
Blitz studierte mit einem Stipendium Ökonomie am Earlham College in Richmond (Indiana). Von 1942 bis 1945 leistete er Militärdienst in der US Army. Dank des G. I. Bill konnte er das Studium fortsetzen und machte 1948 einen M.A. in Berkeley. Er wurde 1952 Instructor und Assistant Professor an der Northwestern University in Evanston (Illinois). Im Jahr 1956 wurde er in Berkeley mit der Dissertation The British Tariff Reform Movement for Empire Preference and Protection, 1873–1914 promoviert. Ab 1958 war er an der Vanderbilt University in Nashville, Tennessee beschäftigt und wurde dort 1960 Associate Professor und 1966 Full Professor. Er hatte verschiedene Forschungsstipendien und Gastprofessuren.
Blitz lehrte vornehmlich Wirtschaftsgeschichte, Bildungsökonomie und Entwicklungsökonomie. Er forschte auch über die ökonomischen Faktoren der Berufstätigkeit von Frauen. Blitz veröffentlichte eine kommentierte Übersetzung von Hermann Heinrich Gossens Entwickelung der Gesetze des menschlichen Verkehrs, und der daraus fließenden Regeln für menschliches Handeln in Englische. Er war Mitglied in der American Economic Association, der Economic History Association, im Sierra Club und in der American Civil Liberties Union.
Blitz heiratete 1962 Wilhelmina Vietorisz, sie hatten ein Kind und drei Kinder aus der vorherigen Ehe seiner Frau.